# Polienus capillata
Polienus capillata är en fjärilsart som beskrevs av Hans Daniel Johan Wallengren 1875. Polienus capillata ingår i släktet Polienus och familjen tandspinnare. Inga underarter finns listade i Catalogue of Life.